# Рухоциці (Великопольське воєводство)
Рухоциці (пол. Ruchocice, нім. Feldkirch) — село в Польщі, у гміні Раконевиці Ґродзиського повіту Великопольського воєводства.
Населення — 788 осіб (2011).
У 1975-1998 роках село належало до Познанського воєводства.

## Демографія
Демографічна структура станом на 31 березня 2011 року:
|          | Загалом | Допрацездатний вік | Працездатний вік | Постпрацездатний вік |
| -------- | ------- | ------------------ | ---------------- | -------------------- |
| Чоловіки | 411     | 90                 | 285              | 36                   |
| Жінки    | 377     | 85                 | 237              | 55                   |
| Разом    | 788     | 175                | 522              | 91                   |